# Организация освобождения Афганистана
Организация освобождения Афганистана (перс. سازمان  رهایی افغانستان‎, Sazman-i Rihayi Afghanistan) — леворадикальная повстанческая группировка в Афганистане маоистского толка. Образована в 1973 году доктором Фаизом Ахмадом как Революционная группа народов Афганистана (گروه انقلابی خلقهای افغانستان).
В 1979 году ООА решительно осудила ввод советских войск в Афганистан, рассматривая этот шаг как продолжение политики «социал-империализма». Ряд членов ЦК ООА, такие как Мохаммад Мохсин, Мохаммед Дауд и другие, были пойманы и казнены в тюрьме Пули-Чархи. Фаиз Ахмад был убит 12 ноября 1986 года участниками исламистских формирований Г. Хекматияра.